# 名鉄各務原線
各務原線（かかみがはらせん）は、岐阜県岐阜市の名鉄岐阜駅から岐阜県各務原市の新鵜沼駅までを結ぶ、名古屋鉄道（名鉄）の鉄道路線。
本項では、かつてこの路線を運営していた各務原鉄道（かかみばらてつどう）についても述べる。

## 概要
岐阜市・各務原市間を結ぶ通勤・通学路線で、全線で東海旅客鉄道（JR東海）高山本線と並走している。岐阜側では名古屋本線、新鵜沼側では犬山線と接続し、名古屋方面との連絡も担う。竹鼻線・羽島線とともに名鉄としては数少ない岐阜県内のみで完結する路線となっている。
全体に平坦であるが、羽場駅から鵜沼宿駅にかけて、33.3パーミルという当線の最急勾配区間が存在する。この駅間が木曽川の河岸段丘である各務原台地の端にあたるためで、新鵜沼方面に向かって下り勾配となっている。
各務原市内には航空自衛隊岐阜基地があるが、太平洋戦争までは陸軍各務原飛行場などが置かれ、軍事路線として基地の引き込み線も設置されていた。
途中駅は全て無人駅である。名鉄岐阜駅 - 田神駅間には田神線を経由して美濃町線の路面電車が乗り入れていたが、2005年4月1日に田神線・美濃町線が廃止されたため、両線からの直通運転もなくなった。
運賃計算区分はB（運賃計算に用いる距離は営業キロの1.15倍）。枇杷島分岐点以東から各務原線内の各駅までの運賃は名鉄岐阜駅経由でも犬山駅経由でもほぼ同じ距離となる三柿野駅付近で最も高くなる。すべての駅でmanacaなどの交通系ICカード全国相互利用サービス対応カードが利用できる。
なお、『鉄道要覧』による起点は名鉄岐阜駅だが、列車運行および旅客案内、列車番号の設定においては、新鵜沼駅から名鉄岐阜駅へ向かう列車が下り、逆方向が上りとなっている。

### 路線データ
- 路線距離（営業キロ）：17.6km
- 軌間：1067mm
- 駅数：18駅（起終点駅含む）
- 複線区間：全線
- 電化区間：全線電化（直流1500V）
- 閉塞方式：自動閉塞式[2]
- 保安装置：M式ATS[2]
- 最高速度：100 km/h[2][注釈 4]
- 最小曲線半径：160m（新鵜沼駅構内）

## 歴史
各務原線の前身は各務原鉄道（各鉄）である。
大正中期、地方鉄道補助法の改正と大戦景気の影響で鉄道起業の熱が高まっていた頃、各務原に陸軍飛行場（現在の岐阜基地）が置かれたことに目を付けた東京・横浜の有志らが岐阜 - 鵜沼間の鉄道敷設を構想し、沿線の有力者や美濃電気軌道（美濃電）、名古屋鉄道（旧名鉄）に計画参加を募った。その後、蘇原銀行頭取の平光圓四郎および同行兼美濃電監査役の中島淳が中心となって鉄道敷設免許を申請し、1923年（大正12年）6月に稲葉郡北長森村 - 鵜沼村間の免許を取得した（同年12月には美濃電との連絡のため起点を岐阜市内に変更）。翌1924年（大正13年）4月13日に各務原鉄道株式会社を設立（社長：中島淳、資本金：100万円）。株式の約半分を美濃電が引き受け、旧名鉄は3,000株を保有した。
鉄路は1926年（大正15年）1月に開業した安良田駅 - 補給部前駅間の開業を皮切りに東に延伸し、1927年（昭和2年）9月には東鵜沼駅に到達。用地買収の遅れから後回しとなっていた長住町駅 - 安良田駅間も1928年（昭和3年）12月に開業し、予定された区間が全通した。鵜沼側では同社線開業に先立ち旧名鉄が木曽川を越えて新鵜沼駅を開業しており、西は美濃電、東は旧名鉄と連絡するようになった。
開業後の収入は戦後恐慌の影響もあって終始不調で、1928年（昭和3年）5月からは美濃電に運営を委託している。増収策として旧名鉄との連絡運輸を行ったり、苧ヶ瀬駅東側に各務原球場を建設したりしたが、業績は伸び悩んだ（球場は後に那加村からの用地提供により建設された各務原運動場に発展する）。
1930年（昭和5年）に親会社の美濃電が旧名鉄と合併して名岐鉄道となると、両社が保有した各務原鉄道の株は合わせて13,800株にもなり、運営委託もあって各務原鉄道線は名岐鉄道の路線と同然となった。その後、借入金返済に窮したことが両社合併の契機となり、1935年（昭和10年）3月28日に各務原鉄道は名岐鉄道に吸収合併され、同社の各務原線となった（合併比率は名岐株1：各鉄株3）。なお、吸収合併直後に名岐鉄道は愛知電気鉄道を合併し、社名を名古屋鉄道（名鉄）に改めている。
合併後、沿線では川崎造船所航空機工場（後の川崎航空機工業）や陸軍航空廠の拡張により利用客が増加傾向にあったことから、名鉄は1938年（昭和13年）より各務原線の複線化に着手。1942年（昭和17年）までに長住町駅 - 苧ヶ瀬駅間が段階的に複線化された。戦時体制下では川崎航空機工場への工員輸送が急務とされ、西尾線・（旧）小牧線・広見線・竹鼻線などから車両をかき集め、長住町駅 - 三柿野駅間に同駅間ノンストップの急行列車を運転したりしていた。
戦後、各務原飛行場が進駐軍に接収されると、進駐軍の貨物列車が運行された（進駐軍貨物輸送は1958年（昭和33年）6月の進駐軍撤退まで続けられた）。旅客列車にも進駐軍専用列車が設定され、充当されたモ700形電車のうちモ706・モ707の2両には専用塗装が施され、車体側面に「ALLIED PERSONNEL ONLY」と記された。この専用列車は一般車との併結、専用車の半室解放を経て1951年（昭和26年）頃まで運転された。
苧ヶ瀬駅 - 新鵜沼駅間の複線化は1964年（昭和39年）3月に実施された。同時に架線電圧の昇圧（600→1,500 V）と新鵜沼駅の配線変更が実施され、犬山線との直通運転が開始された。

### 年表
- 1923年（大正12年）6月19日：各務原鉄道に対し鉄道免許状下付（稲葉郡北長森村-同郡鵜沼村間）[18]
- 1924年（大正13年）4月13日：各務原鉄道設立[19][5]
- 1926年（大正15年）
  - 1月21日：安良田駅 - 補給部駅前駅間開業[20]。K1-BE形電車 (1-8) を投入。合併まで増備なし[21]。
  - 7月7日：各務野駅を新那加駅、補給部前駅を各務野駅に改称[22][23]。
  - 8月1日：各務野駅 - 二聯隊前駅間開業[24]。
- 1927年（昭和2年）9月20日：二聯隊前駅 - 東鵜沼駅間開業[25]。
- 1928年（昭和3年）12月28日：長住町駅 - 安良田駅間が開業し全通[5]。安良田駅廃止[26]。
- 1931年（昭和6年）
  - 2月5日：東鵜沼駅を新鵜沼駅に改称[27]。
  - 6月27日：各務野駅を各務補給部前駅に改称し現在地に移転[22]。
  - 9月5日：長住町駅 - 田神駅間に安良田駅再開業[28]。
- 1931年（昭和6年）9月29日：ガソリン動力併用認可[5]。
- 1932年（昭和7年）4月9日：二聯隊前駅 - 苧ヶ瀬駅間に競馬場前駅が臨時開業[29]。
- 1935年（昭和10年）
  - 3月28日：各務原鉄道が名岐鉄道に合併[6]。名岐鉄道の各務原線となる[10]。
  - 8月1日：愛知電気鉄道との合併で名岐鉄道が名古屋鉄道に改称。また各務補給部前駅を航空廠前駅に改称[30]。
- 1937年（昭和12年）10月1日以前：六軒駅を飛行団前駅に改称[22]。
- 1938年（昭和13年）
  - 7月18日：長住町駅 - 田神駅間複線化[31]。
  - 11月28日：高農駅 - 飛行団前駅間複線化[31]。
  - 12月1日：一聯隊前駅を各務原運動場前駅、飛行団前駅を六軒駅、航空廠前駅を三柿野駅、二聯隊前駅を名電各務原駅に改称[31]。
- 1939年（昭和14年）
  - 競馬場前駅廃止[32]。
  - 6月1日：新加納駅 - 高農駅間複線化[31]。
- 1940年（昭和15年）
  - 1月14日：六軒駅 - 三柿野駅間複線化[33]。
  - 9月21日：細畑駅 - 新加納駅間複線化[33]。
- 1941年（昭和18年）8月14日：田神駅 - 細畑駅間複線化[34]。
- 1942年（昭和17年）
  - 6月23日：三柿野駅 - 二十軒駅間複線化[34]。
  - 10月22日：二十軒駅 - 苧ヶ瀬駅間複線化[34]。
- 1944年（昭和19年）：安良田駅・高田橋駅・高濃駅・羽場駅休止[35]。
- 1945年（昭和20年）
  - 6月22日：各務原空襲により六軒駅、三柿野駅などが被災[36]。
  - 10月：米軍鉄道司令部の命令により、基地への専用線の敷設工事が行われる[3]。
- 1946年（昭和21年）
  - 9月15日：高田橋駅・高濃駅営業再開[37]。
  - 10月：旧滑走路を越えて補給部への専用線が完成。基地内専用線の営業キロ数は3.8kmとなる[3]。
- 1947年（昭和22年）10月15日：羽場駅営業再開[38]。
- 1948年（昭和23年）4月18日：長住町駅が名岐線（同年5月16日より名古屋本線）の新岐阜駅に統合される[39]。
- 1949年（昭和24年）12月1日：高濃駅を農大前駅に、各務原運動場前駅を運動場前駅に改称[40]。
- 1954年（昭和29年）10月1日：農大前駅を岐阜大学前駅に改称[41]。
- 1958年（昭和33年）
  - 三柿野駅の駐留軍側線廃止[42]。米軍撤退および航空自衛隊設置に伴う滑走路延長のため[3]。
  - 1月10日：安良田駅（休止中）廃止[27]。
- 1960年（昭和35年）11月1日：運動場前駅を各務原飛行場駅に改称[43]。
- 1964年（昭和39年）3月15日：苧ヶ瀬駅 - 新鵜沼駅間が複線化され全線の複線化が完成。架線電圧を600 Vから1500 Vに昇圧。犬山線と直通運転を開始。最高速度65 km/hから85 km/hに向上[17]。
- 1965年（昭和40年）10月1日：各務原線および、各務原飛行場駅、名電各務原駅の「かがみはら」を、市名と同じ「かかみがはら」に変更[44]。
- 1966年（昭和41年）10月6日：鶴田町信号所廃止[45]。
- 1967年（昭和42年）4月10日：7000系（パノラマカー）営業運転開始[45]。
- 1970年（昭和45年）6月25日：田神線の開業により、新岐阜駅 - 田神駅間に美濃町線の電車が乗り入れ開始[46]。
- 1989年（平成元年）7月9日：岐阜大学前駅を市民公園前駅に改称[47]。
- 2005年（平成17年）
  - 1月29日：新岐阜駅を名鉄岐阜駅に、各務原飛行場駅を各務原市役所前駅に改称。新那加駅の表記を「新那加」に変更（標準字体の「那」に）[35]。
  - 4月1日：田神線・美濃町線廃止に伴い、名鉄岐阜駅 - 田神駅間への美濃町線の電車乗り入れ廃止。
- 2006年（平成18年）12月16日：名鉄岐阜駅 - 新那加駅間でトランパス導入。
- 2007年（平成19年）3月14日：新那加駅 - 新鵜沼駅間でトランパスを導入し、各務原線全駅でトランパス対応完了[48]。
- 2023年（令和5年）3月18日：ワンマン運転開始[49]。

## 運行形態

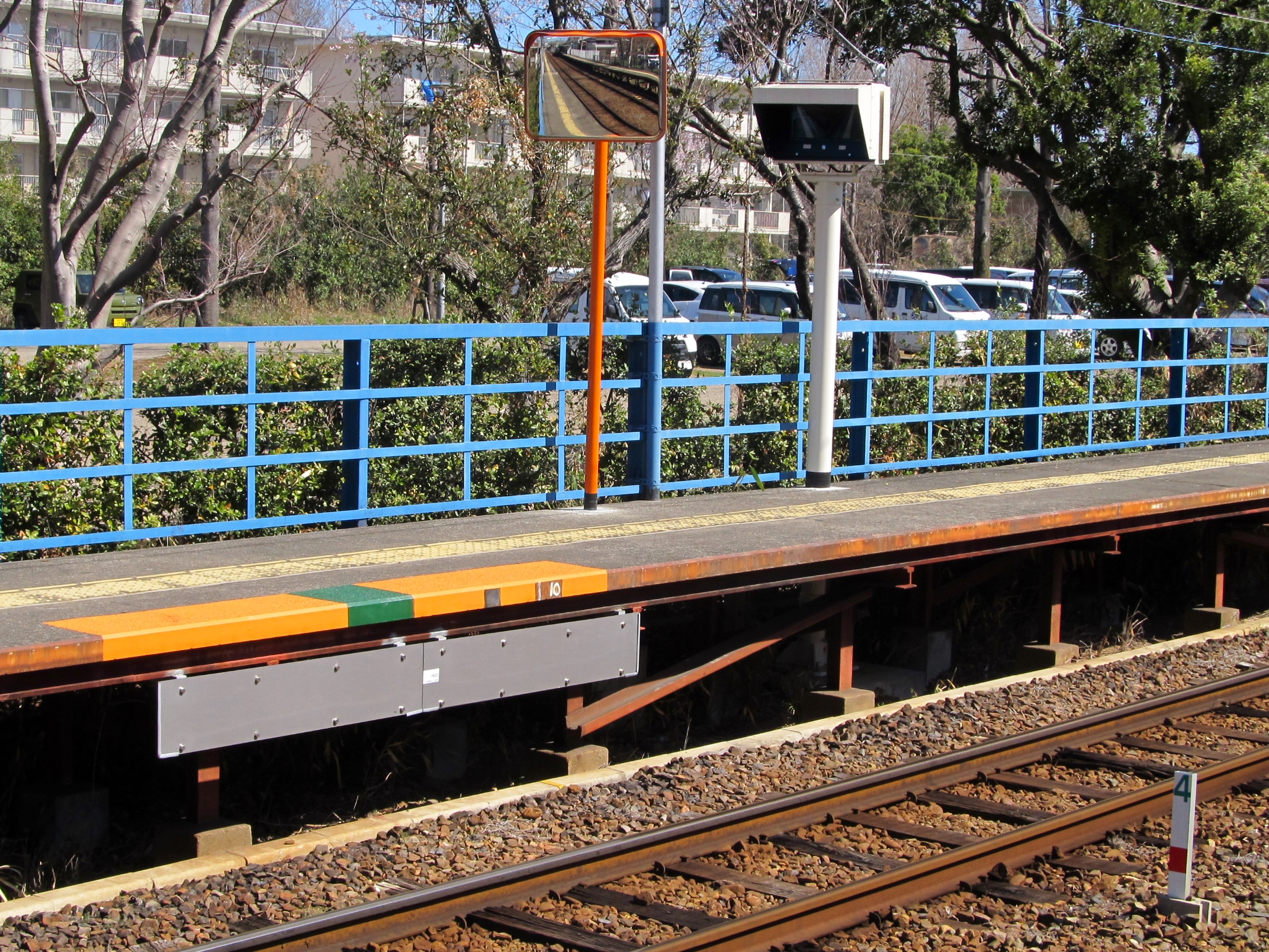
ワンマン化に伴い設置されたホーム上の設備類。ワンマン対応車両はホーム下の鉄板を検知してホーム位置を把握する。

各務原線は名鉄岐阜駅 - 新鵜沼駅間のみであるが、新鵜沼駅で折り返す列車はなく、同駅で接続する犬山線に直通し、犬山駅までを一体とする運用がなされている。そのため、乗客への案内などでは、名鉄岐阜駅 - 新鵜沼駅 - 犬山駅間を各務原線として扱うこともある。
2023年3月18日のダイヤ改正よりワンマン運転が開始された。この改正でそれまで設定されていた犬山駅以遠（名鉄名古屋方面など）との直通列車や急行などの優等列車が全廃となり、終日名鉄岐阜駅 - 三柿野駅・犬山駅間の普通列車のみとなった。ただし、後述のように毎年11月の岐阜基地航空祭の開催時は直通列車および優等列車が運転されることもある。
車両は当初すべて4両編成で、ホーム検知センサーを装備した3500系や9500系が充当された。車両側が装備するホーム検知センサーと駅側の停止目標とが連動することで、不適切な位置でのドア開閉を回避する。このほか、ワンマン運転に向けた安全策として各駅にはカメラモニタの設置や転落検知マットなどが整備された。その後、2両編成の停車位置にも同様の設備が追加設置され、2024年3月16日のダイヤ改正より2両編成（9100系）も充当されるようになった。
早朝時間帯より後は2つのダイヤパターンがあり、名鉄岐阜駅 - 犬山駅間に毎時4本設定される時間帯と、半数が区間運転となって名鉄岐阜駅 - 犬山駅間毎時2本・名鉄岐阜駅 - 三柿野駅間毎時2本となる時間帯がある。名鉄岐阜駅 - 三柿野駅間はいずれも毎時4本が確保されているが、三柿野駅 - 新鵜沼駅間は後者パターンでは毎時2本に減少する。上下線とも名鉄名古屋方面から往来する新鵜沼駅発着の速達列車と新鵜沼駅・犬山遊園駅・犬山駅で乗り換えが可能なダイヤが組まれており、三柿野駅 - 新鵜沼駅間が毎時2本となる日中時間帯は豊橋駅 - 名鉄名古屋駅 - 新鵜沼駅間を運行する快速特急・特急と連絡する。
名鉄岐阜駅では、各務原線の列車は名古屋本線の列車との接続を考慮した発着時刻となっていたが、2023年のワンマン化と急行消滅により所要時間が増加し、各務原線と名古屋本線の特急・快速特急の発着がほぼ同時刻になったため、接続時間が15分程度に伸びている。

### パターンダイヤの変遷
以下、特記なき場合は平日昼間帯のダイヤパターンについて解説する。

#### 600V時代
| 本数 （毎時） | 列車種別 | 長住町 | 安良田 | 田神 | 細畑 | 切通 | 手力 | 高田橋 | 新加納 | 新那加 | 高農 | 一聯隊前 | 飛行団前 | 航空廠前 | 二十軒 | 二聯隊前 | 苧ヶ瀬 | 羽場 | 鵜沼宿 | 新鵜沼 |
| ------------- | -------- | ------ | ------ | ---- | ---- | ---- | ---- | ------ | ------ | ------ | ---- | -------- | -------- | -------- | ------ | -------- | ------ | ---- | ------ | ------ |
| 2本           | 普通     | ●      | ●      | ●    | ●    | ●    | ●    | ●      | ●      | ●      | ●    | ●        | ●        | ●        | ●      | ●        | ●      | ●    | ●      | ●      |

単線時代。列車種別は普通のみで、日中は全区間を走破する列車が毎時2本設定された。このほか、早朝（9時台まで）および夕方（15時台）以降は長住町駅 - 新那加駅または長住町駅 - 苧ヶ瀬駅間の区間列車が毎時1-2本追加された。
| 本数 （毎時） | 列車種別 | 新岐阜 | 田神 | … | 手力 | … | 新那加 | … | 運動場前 | … | 三柿野 | …    | 苧ヶ瀬 | …    | 新鵜沼 |
| ------------- | -------- | ------ | ---- | - | ---- | - | ------ | - | -------- | - | ------ | ---- | ------ | ---- | ------ |
| 1本           | 準急     | ●      | ●    | … | —    | … | ●      | … | ●        | … | ●      | …    | ●      | …    | ●      |
| 1本           | 普通     | ●      | ●    | … | ●    | … | ●      | … | ●        | … | ●      | …    | ●      | …    | ●      |
| 1本           | 普通     | ●      | ●    | … | ●    | … | ●      | … | ●        | … | ●      | \|\| | \|\|   | \|\| | \|\|   |

戦後、1955年9月25日改正で準急が新設された（1958年頃より急行も設定）。1959年4月1日の白紙改正時点でのダイヤパターンは準急毎時1本（停車駅一部不詳）、普通毎時1-2本が設定され、急行は早朝夜間に数本のみ存在した（停車駅不詳。主要駅のみ掲載された時刻表上では準急と差異なし）。

#### 昇圧・直通開始後
ダイヤパターンが判明している1970年改正より述べる。
| 本数 （毎時）     | 列車種別 | 列車種別 | 各務原線 | 各務原線 | 各務原線 | 各務原線 | 各務原線 | 各務原線 | 各務原線 | 各務原線 | 各務原線   | 各務原線     | 各務原線 | 各務原線 | 各務原線 | 各務原線   | 各務原線 | 各務原線 | 各務原線 | 各務原線 | 犬山線   | 犬山線 | 直通先       | 備考                                                            |
| 本数 （毎時）     | 列車種別 | 列車種別 | 新岐阜   | 田神     | 細畑     | 切通     | 手力     | 高田橋   | 新加納   | 新那加   | 岐阜大学前 | 各務原飛行場 | 六軒     | 三柿野   | 二十軒   | 名電各務原 | 苧ヶ瀬   | 羽場     | 鵜沼宿   | 新鵜沼   | 犬山遊園 | 犬山   | 直通先       | 備考                                                            |
| ----------------- | -------- | -------- | -------- | -------- | -------- | -------- | -------- | -------- | -------- | -------- | ---------- | ------------ | -------- | -------- | -------- | ---------- | -------- | -------- | -------- | -------- | -------- | ------ | ------------ | --------------------------------------------------------------- |
| 2本               | 特急     | 特急     | ●        | —        | —        | —        | —        | —        | —        | ●        | —          | ●            | —        | ●        | —        | —          | —        | —        | —        | ●        | ●        | ●      | →常滑／←河和 | →河和／←常滑は広見線直通                                        |
| 1本               | 準急     | 普通     | ●        | ●        | —        | —        | —        | —        | —        | ●        | —          | ●            | ●        | ●        | ●        | ●          | ●        | ●        | ●        | ●        | ●        | ●      | 上飯田       | 本改正で小牧線直通開始                                          |
| 2本               | 普通     | 普通     | ●        | ●        | ●        | ●        | ●        | ●        | ●        | ●        | ●          | ●            | ●        | ●        | \|\|     | \|\|       | \|\|     | \|\|     | \|\|     | \|\|     | \|\|     | \|\|   |              | 本改正で毎時1本増発                                             |
| 1979年7月29日改正 |          |          |          |          |          |          |          |          |          |          |            |              |          |          |          |            |          |          |          |          |          |        |              |                                                                 |
| 1本               | 高速     | 高速     | ●        | —        | —        | —        | —        | —        | —        | ●        | —          | ●            | —        | ●        | —        | ●          | —        | —        | —        | ●        | ●        | ●      | 常滑         | 1974年9月改正で毎時1往復に変更、1977年3月改正で種別を高速に変更 |
| 1本               | 準急     | 準急     | ●        | ●        | —        | —        | —        | —        | —        | ●        | —          | ●            | ●        | ●        | \|\|     | \|\|       | \|\|     | \|\|     | \|\|     | \|\|     | \|\|     | \|\|   |              | 1974年9月改正で新設                                             |
| 2本               | 普通     | 普通     | ●        | ●        | ●        | ●        | ●        | ●        | ●        | ●        | ●          | ●            | ●        | ●        | ●        | ●          | ●        | ●        | ●        | ●        | ●        | ●      | 上飯田       | 1974年9月改正で全区間普通および毎時2本に変更                    |

普通列車の増発を掲げた1970年12月25日改正では各務原線でも列車の増発があり、新岐阜駅 - 三柿野駅間の普通停車駅も毎時2本の停車本数が確保された。特急（料金不要、通称「一般特急」）はこの時点では上りと下りで運転区間の両端の直通先が異なる運用を行っており、上りが各務原線・常滑線および広見線・河和線、下りが各務原線・河和線および常滑線・広見線の組み合わせだった。
このパターンは1974年9月17日白紙改正で大幅に変更された。まず一般特急は常滑線との直通に統一され、毎時各1本がそれぞれ各務原線・広見線に直通する形に改められたため、各務原線の設定本数は毎時1本に減少した（河和線系統は新鵜沼駅折返しに縮小。なお、一般特急は1977年3月20日改正で列車種別を「高速」に改めている）。普通列車は小牧線直通系統の増発と新岐阜駅 - 三柿野駅間の区間列車廃止で全線毎時2本になった。この変更で三柿野駅での種別変更はなくなったが、それとは別に新岐阜駅 - 三柿野間の準急列車が新設されたため、当該区間の準急設定本数に変化はなかった。
| 本数 （毎時）     | 列車種別 | 列車種別 | 各務原線 | 各務原線 | 各務原線 | 各務原線 | 各務原線 | 各務原線 | 各務原線 | 各務原線 | 各務原線   | 各務原線     | 各務原線 | 各務原線 | 各務原線 | 各務原線   | 各務原線 | 各務原線 | 各務原線 | 各務原線 | 犬山線   | 犬山線 | 直通先     | 備考                           |
| 本数 （毎時）     | 列車種別 | 列車種別 | 新岐阜   | 田神     | 細畑     | 切通     | 手力     | 高田橋   | 新加納   | 新那加   | 岐阜大学前 | 各務原飛行場 | 六軒     | 三柿野   | 二十軒   | 名電各務原 | 苧ヶ瀬   | 羽場     | 鵜沼宿   | 新鵜沼   | 犬山遊園 | 犬山   | 直通先     | 備考                           |
| ----------------- | -------- | -------- | -------- | -------- | -------- | -------- | -------- | -------- | -------- | -------- | ---------- | ------------ | -------- | -------- | -------- | ---------- | -------- | -------- | -------- | -------- | -------- | ------ | ---------- | ------------------------------ |
| 2本               | 急行     | 急行     | \|\|     | \|\|     | \|\|     | \|\|     | \|\|     | \|\|     | \|\|     | \|\|     | \|\|       | \|\|         | \|\|     | ●        | —        | ●          | —        | —        | —        | ●        | ●        | ●      | 河和・内海 | 本改正で新鵜沼駅発着より延長   |
| 2本               | 普通     | 普通     | ●        | ●        | ●        | ●        | ●        | ●        | ●        | ●        | ●          | ●            | ●        | ●        | \|\|     | \|\|       | \|\|     | \|\|     | \|\|     | \|\|     | \|\|     | \|\|   |            | 本改正で準急を普通に変更し増発 |
| 2本               | 普通     | 普通     | ●        | ●        | ●        | ●        | ●        | ●        | ●        | ●        | ●          | ●            | ●        | ●        | ●        | ●          | ●        | ●        | ●        | ●        | ●        | ●      | 上飯田     |                                |
| 1984年3月20日改正 |          |          |          |          |          |          |          |          |          |          |            |              |          |          |          |            |          |          |          |          |          |        |            |                                |
| 1本               | 急行     | 急行     | ●        | —        | —        | —        | —        | —        | —        | ●        | —          | ●            | ●        | ●        | —        | ●          | —        | —        | —        | ●        | ●        | ●      | 内海       | 1983年3月改正で延長            |
| 1本               | 急行     | 急行     | \|\|     | \|\|     | \|\|     | \|\|     | \|\|     | \|\|     | \|\|     | \|\|     | \|\|       | \|\|         | \|\|     | ●        | —        | ●          | —        | —        | —        | ●        | ●        | ●      | 河和       |                                |
| 2本               | 普通     | 普通     | ●        | ●        | ●        | ●        | ●        | ●        | ●        | ●        | ●          | ●            | ●        | ●        | \|\|     | \|\|       | \|\|     | \|\|     | \|\|     | \|\|     | \|\|     | \|\|   |            |                                |
| 2本               | 普通     | 普通     | ●        | ●        | ●        | ●        | ●        | ●        | ●        | ●        | ●          | ●            | ●        | ●        | ●        | ●          | ●        | ●        | ●        | ●        | ●        | ●      | 上飯田     |                                |
| 1985年3月14日改正 |          |          |          |          |          |          |          |          |          |          |            |              |          |          |          |            |          |          |          |          |          |        |            |                                |
| 2本               | 急行     | 急行     | ●        | —        | —        | ●        | —        | —        | —        | ●        | —          | ●            | ●        | ●        | —        | ●          | —        | —        | —        | ●        | ●        | ●      | 豊川稲荷   | 一部河和線直通あり             |
| 2本               | 普通     | 普通     | ●        | ●        | ●        | ●        | ●        | ●        | ●        | ●        | ●          | ●            | ●        | ●        | ●        | ●          | ●        | ●        | ●        | ●        | ●        | ●      | \|\|       | 小牧線直通廃止                 |
| 1987年2月12日改正 |          |          |          |          |          |          |          |          |          |          |            |              |          |          |          |            |          |          |          |          |          |        |            |                                |
| 2本               | 急行     | 急行     | ●        | —        | —        | ●        | —        | —        | —        | ●        | —          | ●            | ●        | ●        | —        | ●          | —        | —        | —        | ●        | ●        | ●      | 河和・内海 | 1987年1月改正より直通先変更    |
| 2本               | 普通     | 普通     | ●        | ●        | ●        | ●        | ●        | ●        | ●        | ●        | ●          | ●            | ●        | ●        | ●        | ●          | ●        | ●        | ●        | ●        | ●        | ●      | \|\|       |                                |

1982年3月21日白紙改正では支線区の高速が急行に変更されたが、各務原線と広見線では系統の変更も行われた（各務原線・広見線各毎時1本から広見線毎時2本）。これにより常滑線直通の急行は朝夕時（8時台および17-19時台）を残して各務原線から消滅した。かわりに河和線系統の急行が新鵜沼駅発着から三柿野駅発着に延長され、新岐阜駅 - 三柿野駅間の普通（元・準急を普通に改め毎時2本にしたもの）と連絡するダイヤになった。河和線系統の急行は1983年3月18日改正で毎時1本が新岐阜駅まで区間延長している。
その後、各務原線の急行は1985年3月14日改正より毎時2本とも新岐阜駅まで運行されるようになった。急行系統の変更もあり、この改正で豊川線直通に変更されたが、1987年1月1日改正で元の河和線直通に戻っている。普通列車は1985年3月14日改正の急行区間延長に伴い、新岐阜駅 - 三柿野駅間の区間列車が廃止された。これにより新岐阜駅 - 三柿野駅間の急行通過駅は停車本数を減らしており、その補強として1993年8月12日改正では夕方時間帯に新岐阜駅 - 三柿野駅間の普通を毎時2本再設定している（休日ダイヤの設定は1998年4月6日改正で一旦消滅）。
| 本数 （毎時）     | 列車種別 | 列車種別 | 各務原線 | 各務原線 | 各務原線 | 各務原線 | 各務原線 | 各務原線 | 各務原線 | 各務原線 | 各務原線   | 各務原線     | 各務原線 | 各務原線 | 各務原線 | 各務原線   | 各務原線 | 各務原線 | 各務原線 | 各務原線 | 犬山線   | 犬山線 | 直通先                     | 備考                                   |
| 本数 （毎時）     | 列車種別 | 列車種別 | 新岐阜   | 田神     | 細畑     | 切通     | 手力     | 高田橋   | 新加納   | 新那加   | 市民公園前 | 各務原飛行場 | 六軒     | 三柿野   | 二十軒   | 名電各務原 | 苧ヶ瀬   | 羽場     | 鵜沼宿   | 新鵜沼   | 犬山遊園 | 犬山   | 直通先                     | 備考                                   |
| ----------------- | -------- | -------- | -------- | -------- | -------- | -------- | -------- | -------- | -------- | -------- | ---------- | ------------ | -------- | -------- | -------- | ---------- | -------- | -------- | -------- | -------- | -------- | ------ | -------------------------- | -------------------------------------- |
| 2本               | 普通     | 急行     | ●        | ●        | ●        | ●        | ●        | ●        | ●        | ●        | ●          | ●            | ●        | ●        | —        | ●          | —        | —        | —        | ●        | ●        | ●      | 河和・内海                 |                                        |
| 2本               | 普通     | 普通     | ●        | ●        | ●        | ●        | ●        | ●        | ●        | ●        | ●          | ●            | ●        | ●        | ●        | ●          | ●        | ●        | ●        | ●        | ●        | ●      | \|\|                       |                                        |
| 2001年10月1日改正 |          |          |          |          |          |          |          |          |          |          |            |              |          |          |          |            |          |          |          |          |          |        |                            |                                        |
| 2本               | 普通     | 急行     | ●        | ●        | ●        | ●        | ●        | ●        | ●        | ●        | ●          | ●            | ●        | ●        | —        | ●          | —        | —        | —        | ●        | ●        | ●      | \|\|                       |                                        |
| 2本               | 普通     | 急行     | ●        | ●        | ●        | ●        | ●        | ●        | ●        | ●        | ●          | ●            | ●        | ●        | ●        | ●          | ●        | ●        | ●        | ●        | ●        | ●      | 河和・内海                 |                                        |
| 2003年3月27日改正 |          |          |          |          |          |          |          |          |          |          |            |              |          |          |          |            |          |          |          |          |          |        |                            |                                        |
| 2本               | 普通     | 急行     | ●        | ●        | ●        | ●        | ●        | ●        | ●        | ●        | —          | ●            | ●        | ●        | —        | ●          | —        | —        | —        | ●        | ●        | ●      | \|\|                       |                                        |
| 2本               | 普通     | 急行     | ●        | ●        | ●        | ●        | ●        | ●        | ●        | ●        | ●          | ●            | ●        | ●        | ●        | ●          | ●        | ●        | ●        | ●        | ●        | ●      | →常滑（榎戸）／←河和・内海 | →河和・内海／←常滑（榎戸）は広見線直通 |

2000年3月21日改正で各務原線の急行は新岐阜駅 - 三柿野駅間を普通に種別変更するようになった。これは同区間の停車本数増加（普通毎時4本化）を企図したものだったため、新岐阜駅 - 三柿野駅間の区間列車によって既に普通毎時4本が確保されていた、平日夕方時間帯は引き続き全区間を急行で運行された。
ここまでは名古屋方面に直通する系統が線内急行運転を実施していたが、2001年10月1日改正で系統を入れ替え、一部急行運転列車を犬山駅折り返し（広見線直通系統の急行と接続）、全線普通運転列車を名古屋直通系統に変更した。これは三柿野駅 - 新鵜沼駅間の急行通過駅にも名古屋直通の利便性を付与することが目的であった。
2003年3月27日改正では両系統ともに小変更があった。まず一部急行運転列車は種別変更を行う駅を三柿野駅から新那加駅に変更した。停車本数に影響したのは両駅間で唯一の普通停車駅であった市民公園前駅のみである。名古屋直通系統は上りが常滑線系統に変更され、かつての一般特急のように上りと下りで直通先が異なる形態になった（逆方向は広見線直通系統）。
| 本数 （毎時）      | 列車種別 | 列車種別 | 各務原線 | 各務原線 | 各務原線 | 各務原線 | 各務原線 | 各務原線 | 各務原線 | 各務原線 | 各務原線   | 各務原線       | 各務原線 | 各務原線 | 各務原線 | 各務原線   | 各務原線 | 各務原線 | 各務原線 | 各務原線 | 犬山線   | 犬山線 | 直通先                 | 備考                           |
| 本数 （毎時）      | 列車種別 | 列車種別 | 名鉄岐阜 | 田神     | 細畑     | 切通     | 手力     | 高田橋   | 新加納   | 新那加   | 市民公園前 | 各務原市役所前 | 六軒     | 三柿野   | 二十軒   | 名電各務原 | 苧ヶ瀬   | 羽場     | 鵜沼宿   | 新鵜沼   | 犬山遊園 | 犬山   | 直通先                 | 備考                           |
| ------------------ | -------- | -------- | -------- | -------- | -------- | -------- | -------- | -------- | -------- | -------- | ---------- | -------------- | -------- | -------- | -------- | ---------- | -------- | -------- | -------- | -------- | -------- | ------ | ---------------------- | ------------------------------ |
| 2本                | 普通     | 急行     | ●        | ●        | ●        | ●        | ●        | ●        | ●        | ●        | —          | ●              | ●        | ●        | —        | ●          | —        | —        | —        | ●        | ●        | ●      | \|\|                   |                                |
| 2本                | 普通     | 準急     | ●        | ●        | ●        | ●        | ●        | ●        | ●        | ●        | ●          | ●              | ●        | ●        | ●        | ●          | ●        | ●        | ●        | ●        | ●        | ●      | →中部空港／←河和・内海 | →河和・内海／←空港は広見線直通 |
| 2008年12月27日改正 |          |          |          |          |          |          |          |          |          |          |            |                |          |          |          |            |          |          |          |          |          |        |                        |                                |
| 2本                | 普通     | 急行     | ●        | ●        | ●        | ●        | ●        | ●        | ●        | ●        | —          | ●              | ●        | ●        | —        | ●          | —        | —        | —        | ●        | ●        | ●      | \|\|                   |                                |
| 2本                | 普通     | 普通     | ●        | ●        | ●        | ●        | ●        | ●        | ●        | ●        | ●          | ●              | ●        | ●        | ●        | ●          | ●        | ●        | ●        | ●        | ●        | ●      | \|\|                   |                                |
| 2021年10月30日改正 |          |          |          |          |          |          |          |          |          |          |            |                |          |          |          |            |          |          |          |          |          |        |                        |                                |
| 2本                | 普通     | 普通     | ●        | ●        | ●        | ●        | ●        | ●        | ●        | ●        | ●          | ●              | ●        | ●        | \|\|     | \|\|       | \|\|     | \|\|     | \|\|     | \|\|     | \|\|     | \|\|   |                        |                                |
| 2本                | 普通     | 普通     | ●        | ●        | ●        | ●        | ●        | ●        | ●        | ●        | ●          | ●              | ●        | ●        | ●        | ●          | ●        | ●        | ●        | ●        | ●        | ●      | \|\|                   |                                |

中部国際空港開業に伴い実施された2005年1月29日白紙改正では各務原線のパターンに変化はなく、犬山線区間の列車種別が準急に変更されたことや、空港線の開業で直通先が中部国際空港駅まで延長されたことなどの変更に留まった。各務原線の運行形態に大きな変化があったのは2008年12月27日改正で、昼間帯パターンにおける犬山駅以遠の直通が廃止され、2系統とも名鉄岐阜駅 - 犬山駅間の運行となった（広見線直通は常滑線系統に統一され、河和線系統は新鵜沼駅折り返しとなった。各務原線列車は犬山線の特急系および急行に接続することで名古屋方面との連絡を確保）。また、夕方時間帯に設定されていた名鉄岐阜駅 - 三柿野駅間の区間列車も廃止され、同時間帯の急行列車も新那加駅での種別変更を実施するようになった。
コロナ禍の影響を反映した減便ダイヤである2021年10月30日改正では一部急行運転列車を名鉄岐阜駅 - 三柿野駅間の普通列車に変更した。これにより犬山線側の接続列車が半減し、名電各務原駅の停車本数も減少したが、急行運転の取りやめにより市民公園前駅の停車本数は増えている。
2023年3月18日のダイヤ改正からは先述の通りワンマン運転を開始し、朝夕時に残っていた犬山駅以遠の直通列車や急行列車なども廃止となったが、昼間帯パターンに変化はない。

### 過去の列車種別
パターンダイヤ上の列車種別や停車駅などは#パターンダイヤの変遷も参照のこと。

#### ミュースカイ・快速特急・特急（全車特別車）
定期ダイヤにおける現行料金制度（全車特別車）の特急列車は2000年3月21日改正ではじめて設定された。以後も数本のみの設定に留まり、いずれも三柿野駅始発の上り列車で、下り列車は設定されなかった。特急は三柿野駅 - 新鵜沼駅間ノンストップで、2006年4月29日改正で快速特急が、2008年12月27日改正でミュースカイが登場したが、いずれも同じ停車駅であった。なお、2003年3月27日改正で新設された特急は名電各務原駅に特別停車しており、2008年12月27日改正でミュースカイに変更された後も特別停車を継続した。
各務原線における全車特別車の定期運用は2021年5月22日改正をもって全廃となった。当該列車は同改正で新鵜沼駅始発に短縮されている（2011年3月26日改正で廃止されていた512列車も同様）。
| 改正       | 平日6時台始発                                                    | 休日6時台始発                                                    | 平日8時台始発 （名電各務原停車） | 平日16時台始発                                                            |
| ---------- | ---------------------------------------------------------------- | ---------------------------------------------------------------- | -------------------------------- | ------------------------------------------------------------------------- |
| 2000年3月  | 【新設】特急〔270＋可470〕 三柿野（・新可児）→国府               |                                                                  |                                  | 【新設】特急〔578〕 三柿野→豊川稲荷                                       |
| 2003年3月  | 【列番】特急〔柿470＋270〕 （三柿野・）新可児→国府               | 【新設】特急〔柿480＋280〕 （三柿野・）新可児→神宮前             |                                  | 【新設】特急〔578〕 三柿野→豊川稲荷                                       |
| 2005年1月  | 【行先】特急〔柿470＋270〕 （三柿野・）新可児→中部国際空港       | 【列番】特急〔柿482＋282〕 （三柿野・）新可児→神宮前             | 【廃止】                         |                                                                           |
| 2006年4月  | 【種別】快速特急〔柿470＋270〕 （三柿野・）新可児→中部国際空港   | 【列番】特急〔柿482＋282〕 （三柿野・）新可児→神宮前             | 【廃止】                         |                                                                           |
| 2007年6月  | 【種別】快速特急〔柿470＋270〕 （三柿野・）新可児→中部国際空港   | 【行先】特急〔柿482＋282〕 （三柿野・）新可児→金山               | 【廃止】                         |                                                                           |
| 2008年12月 | 【種別】ミュースカイ〔柿506＋6〕 （三柿野・）新可児→中部国際空港 | 【新設】ミュースカイ〔柿508＋8〕 （三柿野・）新可児→中部国際空港 | 【廃止】                         | 【種別】【行先】ミュースカイ〔柿512＋12〕 （三柿野・）新可児→中部国際空港 |
| 2011年3月  | 【列番】ミュースカイ〔柿508＋8〕 （三柿野・）新可児→中部国際空港 | 【新設】ミュースカイ〔柿508＋8〕 （三柿野・）新可児→中部国際空港 | 【廃止】                         | 【廃止】                                                                  |
| 2021年5月  | 【廃止】                                                         | 【廃止】                                                         | 【廃止】                         | 【廃止】                                                                  |

【新設】…列車新設、【列番】…列車番号変更、【行先】…行先変更、【種別】…列車種別変更、【廃止】…列車廃止
〔***〕…列車番号、〔***＋可***〕…各務原線列車が主で広見線列車が併結される側、〔柿***＋***〕…広見線列車が主で各務原線列車が併結される側

#### 特急（一般特急）・高速
旧制度における料金不要の特急（「一般特急」）は1977年3月20日改正で登場した列車種別「高速」の前身であり、現行制度の特急とは位置づけが異なるため、後身の高速とともにここで述べる。
各務原線に一般特急が導入されたのは1965年9月15日改正である。同年3月改正で新設された犬山線特急を延長したもので、新岐阜駅 - 新鵜沼駅 - 神宮前駅間に毎時1本設定されたほか、広見線直通の新岐阜駅 - 新鵜沼駅 - 御嵩駅および八百津駅間の一般特急も設定された。各務原線の一般特急はその後、以下のようにダイヤ改正で度々直通路線を変更した。
- 1966年3月25日改正：名古屋本線東部直通に変更。東岡崎駅または美合駅発着で名古屋本線区間は急行で運行[119]。
- 1966年12月25日改正：河和線直通に変更[117]。
- 1967年8月22日改正：上りは常滑線へ直通、下りは河和線からの直通に変更（逆方向は名古屋本線西部→河和線および同←常滑線[117]）[64]。各務原線の設定本数を毎時2本に増発[120]。
- 1969年7月6日改正：上りは蒲郡線へ直通、下りは常滑線からの直通に変更（逆方向は広見線→常滑線および同←蒲郡線。河和線は名古屋本線西部と直通[75]）[64]。犬山線と蒲郡線との観光地直結ルートを確立[121]。
- 1970年12月25日改正：上り常滑線直通、下り河和線直通に戻す（逆方向は広見線→河和線および同←常滑線[64]。蒲郡線は名古屋本線西部と直通[77]）[64]。
- 1974年9月17日白紙改正：上下とも常滑線直通に統一し、毎時1本に削減[64]。

その後、1977年3月20日改正で一般特急が高速に改められると各務原線の同列車も高速となり、新岐阜駅 - 常滑駅間に毎時1本の設定となった。1982年3月21日白紙改正で高速の設定が名古屋本線に限定された際に各務原線の高速は廃止されるが、同改正で経路自体も変更となり、各務原線高速の後身は広見線・常滑線間直通列車となった。
一般特急時代の停車駅は新岐阜駅・新那加駅・各務原飛行場駅・三柿野駅・新鵜沼駅であった。名電各務原駅の停車駅昇格時期は不明だが、少なくとも1979年7月29日改正時点では高速停車駅となっていた。

#### 快速急行
旅客案内上、各務原線の快速急行は2005年1月29日白紙改正の種別新設時より掲載されていた。各務原線内の停車駅は急行と同一で、名鉄岐阜駅・切通駅・各務原市役所前駅・六軒駅・三柿野駅・名電各務原駅・新鵜沼駅である。しかし実際のダイヤ上に各務原線内を快速急行で運行する列車は存在せず、2008年12月改正で停車駅案内を刷新した際に各務原線の快速急行は削除されている。
実際に各務原線に快速急行が設定されたのは2011年3月26日改正からで、平日6時台に名鉄岐阜駅始発が1本のみ設定された（河和行き776A列車。名鉄名古屋駅から急行に種別変更）。先述の通り各務原線内では急行と停車駅の差がなく、また名鉄名古屋駅から先は急行となるため、同列車は犬山線内でのみ急行と停車駅が異なっていた。
その後、776A列車は2023年3月18日改正で新鵜沼駅発内海行きに変更され、各務原線の快速急行は消滅した。

#### 急行

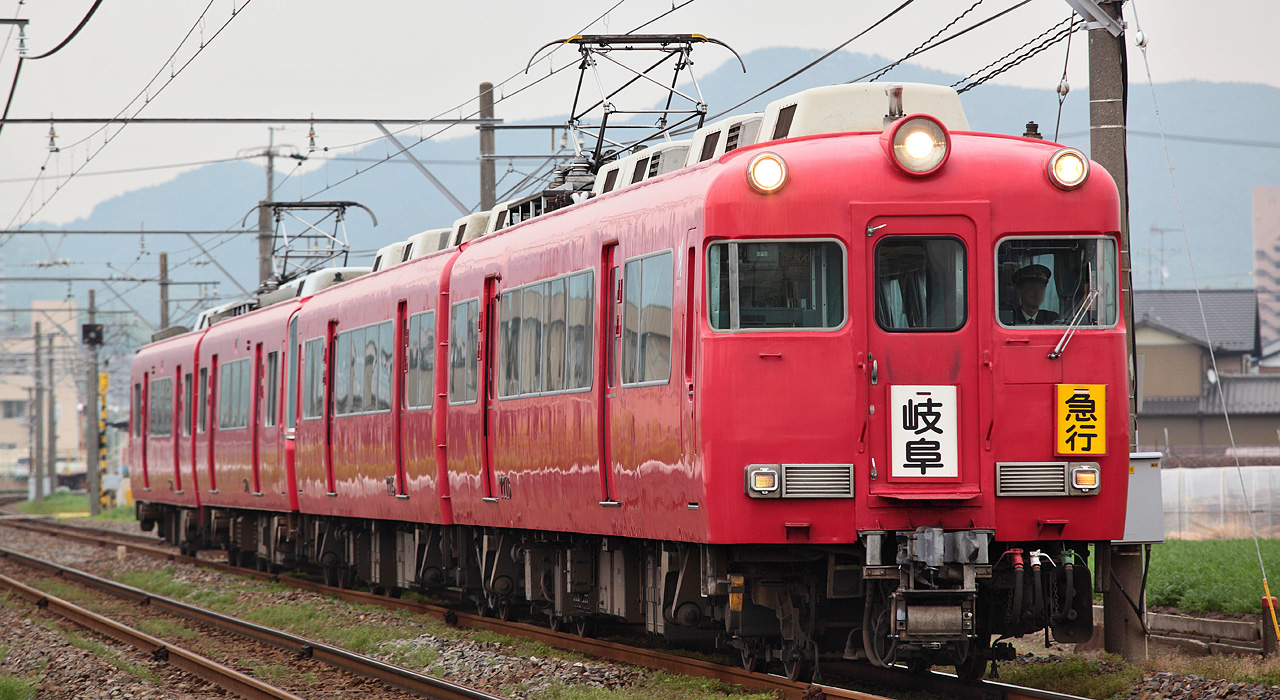
急行列車（7700系・5300系）

急行の設定は600 V時代からあり、戦時中は工員輸送に特化した長住町駅（現・名鉄岐阜駅） - 三柿野駅（川崎航空機工業岐阜工場の最寄り駅）間ノンストップの列車などが運転された。戦後も1958年（昭和33年）頃より急行の設定があり、犬山線との直通運転を開始した1964年3月15日改正では上下線あわせて1日68本の急行・準急が設定されている。当時の直通先は名古屋本線堀田駅や常滑線常滑駅などであった。各務原線の急行は2023年3月18日改正で廃止されたが、それ以前に設定されていた急行の変遷は#パターンダイヤの変遷における1982年3月21日改正以降を参照されたい。
1984年3月20日改正当時の急行停車駅は新岐阜駅・新那加駅（現、新那加駅）・各務原飛行場駅（現、各務原市役所前駅）・六軒駅・三柿野駅・名電各務原駅・新鵜沼駅で、1985年に切通駅が加わって以来、廃止前の2021年10月改正時まで停車駅に変化はなかった。
廃止後も、毎年秋に行われる航空祭で、臨時列車として運転される場合がある。

#### 準急
各務原線に準急が設定されていた時期は主に600V時代（1955年-1964年）、新岐阜 - 三柿野間設定時代（1974年-1982年）、現・準急新設以後（2005年-2011年）の3つの期間がある。ここでは2005年以降の準急について述べる（600V時代および1970-80年代の準急につては#パターンダイヤの変遷を参照）。
快速急行と同じく、2005年設定の各務原線準急の停車駅は急行と同一で、名鉄岐阜駅・切通駅・各務原市役所前駅・六軒駅・三柿野駅・名電各務原駅・新鵜沼駅であった。夕方パターンダイヤ上と早朝に数本設定されていたが、いずれも直通先の犬山線内で準急運転を行う列車である。
夕方パターンダイヤの準急は1993年8月12日改正で名鉄岐阜駅 - 三柿野駅間の普通列車が増発され、全線急行運転が復活していた時間帯が該当し、2005年1月29日改正で下りのみが準急に変更された（当初は平日ダイヤのみ。休日ダイヤの設定が復活した2007年6月30日改正以降は休日も該当）。これらの列車は2008年12月27日改正で直通先の変更および名鉄岐阜駅 - 三柿野駅間列車廃止によるパターン変更に伴い、廃止されている。早朝に存在した準急は全て上り列車で、当初は平日に4本（788A列車、880列車、982E列車、984A列車）のみ設定されていたが、2007年6月30日改正で休日にも1本（682E列車）設定された。こちらも2008年12月27日改正で980F列車（元・982E列車の番号変更）1本のみの設定となり、他は急行に変更された。残された980F列車は田神駅にも停車していたが標準停車駅になることはなく、特別停車扱いのままであった。
その後680F列車は2011年3月26日改正で普通（新鵜沼駅から準急）となり、同列車の変更をもって各務原線の準急は消滅した。

### 犬山線以外との直通運転
各務原線は犬山線（名古屋方面）との直通運転を主体としていたが、広見線や小牧線との直通運転も存在した。また、岐阜600V線廃止以前は田神駅で接続した田神線との直通運転もあった。

#### 広見線
広見線との直通は犬山駅を境に上り・下りの向きが変わるため、同駅を境に列車番号が変更された。
1965年3月改正で新岐阜駅 - 御嵩駅・八百津駅間の一般特急が設定されるなど、両路線間の直通運転は古くから存在した。しかしその本数は多くはなく、1989年7月15日改正時点では早朝に御嵩駅発1本（750・751列車）が残るのみであった。
当該列車の廃止で広見線直通列車は一旦全廃となるが、1994年3月30日改正で岐阜県内の通勤通学輸送を企図して直通急行が新設された。同改正で設定されたのは新可児駅発新岐阜駅行きが平日朝に1本、平日・休日夕方に1本、新岐阜駅発新可児駅行きが平日・休日ともに夕方 - 夜間に3本（新岐阜駅17時台から19時台に毎時1本）であった（休日ダイヤの設定は1998年4月6日改正以前まで）。当初は各務原線・広見線ともに全区間を急行で運転していたが、早朝新可児駅始発（702・703列車）以外の列車は2000年3月21日改正以降はパターンダイヤ同様に新岐阜駅 - 三柿野駅間（2003年3月27日改正以降は新岐阜駅 - 新那加駅間）は普通列車となった。夕方の設定（新可児駅発1本、名鉄岐阜駅発3本）はいずれも2008年12月27日改正で全廃となっている（新可児駅発は廃止、名鉄岐阜駅発は犬山行に短縮）。
2008年12月27日改正時点で残っていたのは早朝の設定で、1994年改正来設定されていた新可児駅発1本（750・751列車、702・703列車の後身）と、後から新設された名鉄岐阜駅発2本（2006年改正新設の502・503列車と2003年改正新設の708・709列車）である。このうち名鉄岐阜駅の始発列車でもある502・503列車が552・553列車に改番して最後まで残り、2023年3月18日改正の直通全廃まで運行された。

#### 小牧線
1970年12月25日改正から1985年3月14日改正までの間、各務原線の普通列車が小牧線に乗り入れ、新岐阜駅 - 犬山駅 - 上飯田駅間で運行されていた。設定当初は毎時1本、1974年9月17日白紙改正以降は毎時2本設定された。

#### 田神線

田神線の各務原線乗り入れ

美濃町線の新岐阜駅乗り入れを目的に建設されたこともあり、田神線の列車は開業から廃線まで一貫して各務原線に乗り入れていた。
田神線開業当初は急行の設定もあったが、1駅間のみの乗入れである各務原線に通過駅は無かった。急行は1975年9月16日改正で廃止された。当初は交換設備の関係で30分間隔でしか設定できなかったが、1981年に競輪場前駅の交換設備が完成したことで15分間隔の運転が可能となり、以後毎時4本の設定が基本となった（2001年改正後は閑散時のみ毎時2本に削減）。
田神線・美濃町線の架線電圧は直流600 Vであり、1,500 V線区である各務原線に乗入れ可能なのは複電圧車両のみであった。しかし電圧1,500 V区間で冷房機器が作動するのは最後に導入されたモ800形のみで、他の複電圧車両は各務原線内では非冷房であった。そのため夏の運用では各務原線入線から新岐阜駅の折返し時間までしか車内温度が保てず、新岐阜駅を発車してデッドセクションを越えて600 V区間に戻り、冷房が再始動するまでの間は車外と変わらない温度まで上昇したという。

### 季節列車・臨時列車
ライン号
広見線・八百津線方面の臨時列車で、1965年（昭和40年）3月に設定された急行「日本ライン号」が前身である。当初は休日にのみ設定されていたが同年5月より毎日運行となり、同年9月15日から1970年（昭和45年）12月24日までは一般特急「ライン号」として運行された。1973年（昭和48年）には大河ドラマ「国盗り物語」の放送にあわせた座席指定特急「国盗り日本ライン号」が3月18日から5月27日まで運行された（新岐阜駅発、日本ライン今渡駅着。5200系2両編成）。その後、「日本ライン号」の名称は名古屋方面からの新可児行き定期列車の愛称に用いられた。2008年（平成20年）8月30日にはそのリバイバルとして7000系を用いた特急「日本ライン号」が運転されたが、経路はかつての臨時列車と同じ名鉄岐阜駅 - 新可児駅間であった。
明治村号
博物館明治村へのアクセス駅が明治村口駅（現、羽黒駅）だった頃に設定された、小牧線方面の臨時列車。初期の頃は一般特急で新岐阜駅 - 上飯田駅間で運行された（1968年（昭和43年）5月12日から1970年（昭和45年）12月24日まで）。1973年（昭和48年）にはライン号と同じく大河ドラマにあやかった「国盗り明治村号」（5500系2両編成使用）が3月18日から5月27日まで運行されたが、この時の運行区間は新岐阜駅から明治村口駅までだった。同年秋や1974年（昭和49年）春の設定では再び新岐阜駅 - 上飯田駅間となっていたが、1976年（昭和51年）春以降は新岐阜駅 - 明治村口駅間に短縮された（7700系2両編成・座席指定）。列車名称もラインパークの催事（後述）にちなみ、「ラインパーク・明治村号」「フィンビー・明治村号」などと例年名前を変えていた。最後に設定されたのは1980年（昭和55年）春の「テラ号」である（モンキーパークの催事「大宇宙の旅」にちなむネーミング）。
七五三まいり成田山号
1968年（昭和43年）11月15日に運行された一般特急（新名古屋駅 - 犬山駅 - 新岐阜駅間、7000系使用）。
ラインパークの催事
1974年（昭和49年）から1981年（昭和56年）までの間、臨時座席指定特急が春・秋に散発的に設定された。ラインパーク・モンキーパークの催事にちなんだ名称の列車が多い。
- 1974年（昭和49年）春：「まんが博とこなめ号」、常滑駅 - 犬山駅 - 新岐阜駅
- 1974年（昭和49年）秋：「ラインパーク南知多号」、河和駅 - 犬山駅 - 新岐阜駅
- 1976年（昭和51年）春：「ロボコン・南知多号」、河和駅 - 犬山駅 - 新岐阜駅
- 1977年（昭和52年）春：「ラインパーク・南知多号」、河和駅 - 犬山駅 - 新岐阜駅
- 1978年（昭和53年）秋：「恐竜号」、犬山駅 - 新岐阜駅
- 1979年（昭和54年）春：「青い鳥号」、犬山駅 - 新岐阜駅
- 1980年（昭和55年）春：「テラ号」、犬山駅ほか - 新岐阜駅
- 1980年（昭和55年）秋：「ボンジュール号」、犬山駅ほか - 新岐阜駅
- 1981年（昭和56年）春：「オリンピア号」、犬山駅ほか - 新岐阜駅

使用列車は7000系や7500系が中心で、「青い鳥号」のみ7700系が使用された。
花フェスタ'95ぎふ号
1995年（平成7年）に岐阜県営可児公園で実施された花フェスタ'95ぎふの臨時特急列車。同年4月26日から6月4日の平日ダイヤに設定され、新岐阜駅 - 新可児駅間を8800系によって運行された。
岐阜基地航空祭臨時輸送

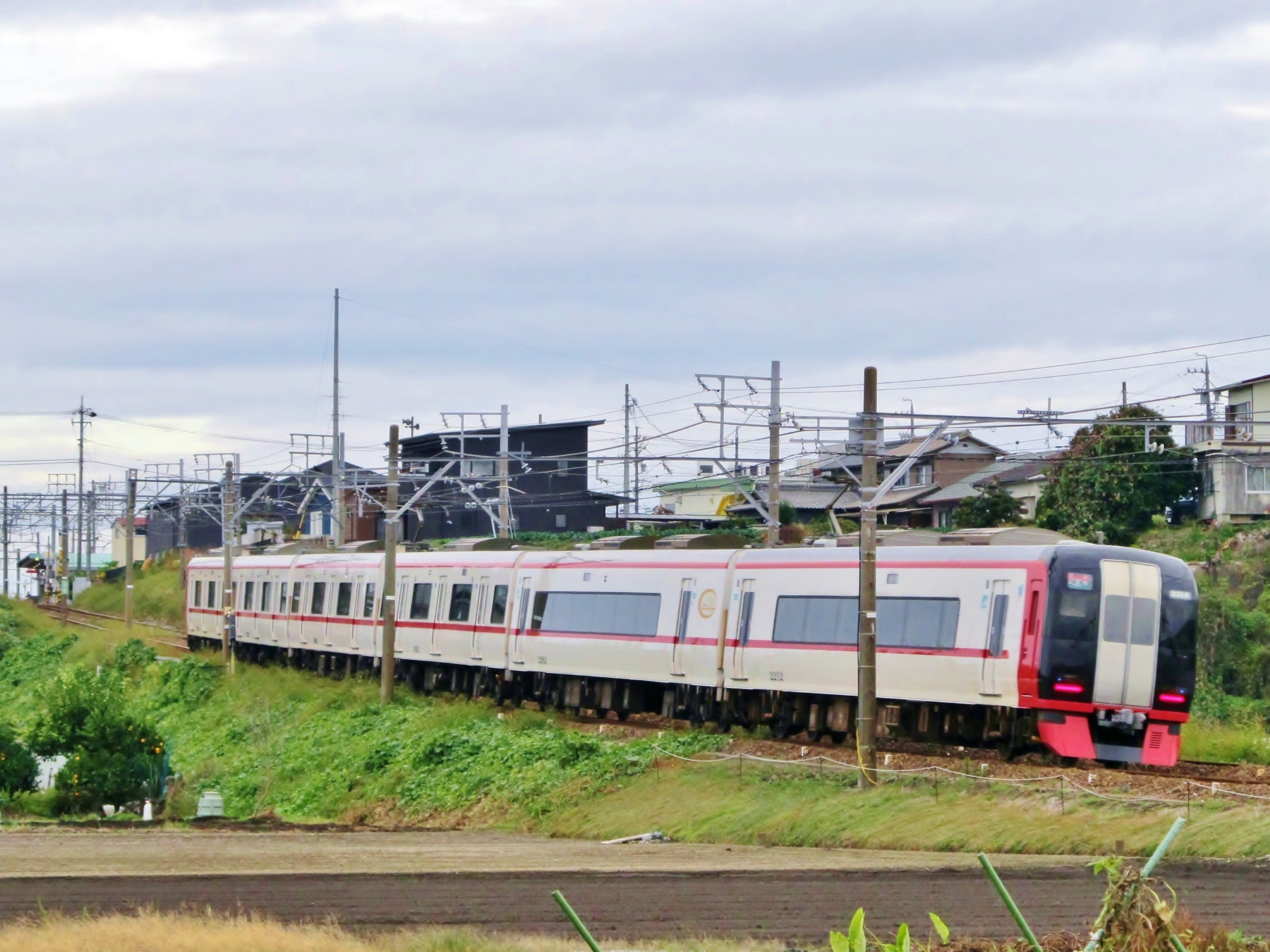
航空祭臨時特急（2200系）

航空自衛隊岐阜基地で開催される航空祭開催時に臨時列車が名古屋方面から三柿野駅までを中心に設定されている。少なくとも座席指定特急の延長運転は1974年（昭和49年）より行われており、同年から1980年（昭和55年）までは特急「ブルーインパルス号」、1981年（昭和56年）以降は特急「航空祭号」と称していた（例外として1983年は「航空宇宙ショー号」、1986年は「あすか号」とされた。列車名の廃止時期は不明）。
特急以外の増発もあり、定期ダイヤにおける新鵜沼駅折り返しの急行列車などが区間延長される。このほか、復路として三柿野駅発新岐阜駅行き列車の設定や、新可児駅発列車を新那加駅始発に変更した増発などが行われたこともある。
臨時列車の規模は年によって変わり、2022年度は犬山線急行列車の延長区間が三柿野駅着（往路）・新那加駅（復路）に留まったのに対し、翌2023年度は名鉄岐阜駅まで直通したほか、特急・快速特急列車の区間延長（三柿野駅着各1本）も実施された。このため、同年3月のダイヤ改正で消滅した「犬山経由岐阜行き」を8か月ぶりに運行する形になった。
2024年度は三柿野駅が無人化されて同駅でミューチケットが発売されなくなったため、航空祭でのミュースカイ・快速特急・特急の臨時延長は行われなくなり、急行・準急・普通のみが臨時延長された。「犬山経由岐阜行き」も1年ぶりに運行された。
花火大会臨時輸送
日本ライン夏まつり納涼花火大会、長良川全国花火大会、全国選抜長良川中日花火大会が開催される夏期に臨時列車や区間延長が行われる。
日本ライン夏まつり納涼花火大会に伴う各務原線の臨時列車は2008年（平成20年）までは列車の増発などであったが、2009年（平成21年）以降は犬山線岩倉駅までの定期列車の区間延長などが行われていた。2022年（令和4年）以降は、「日本ライン夏まつりロングラン花火」に変更されており、臨時列車や区間延長は行われていない。
長良川全国花火大会による各務原線の臨時列車は普通列車の増発のほか新岐阜駅 - 新可児駅間の臨時特急列車が運行された（2008年12改正以降の臨時特急はミュースカイとなった）。2009年（平成21年）は大会順延となり、順延後の臨時設定は行われなかった。2012年（平成24年）以降は臨時ミュースカイは設定されていない。
全国選抜長良川中日花火大会に対する臨時列車の設定は長良川全国花火大会のそれに似ており、名鉄岐阜駅 - 新可児駅間の臨時特急の運行や名鉄岐阜駅 - 犬山駅間の普通増発が実施された。2009年度以降はこちらの臨時特急もミュースカイとなったが、2012年度以降はこちらの臨時ミュースカイも未設定となっている。

## 駅一覧
- 全駅岐阜県内に所在。
- 普通のみ運行。各駅に停車（表中省略）
- 臨時列車として急行や準急を運行する場合がある。

| NH60                        | 名鉄岐阜駅       | -   | 0.0  | 名古屋鉄道：NH 名古屋本線 東海旅客鉄道：CA 東海道本線・CG 高山本線（岐阜駅: CA74・CG00） | 岐阜市   |
| KG16                        | 田神駅           | 1.1 | 1.1  |                                                                                          | 岐阜市   |
| KG15                        | 細畑駅           | 1.8 | 2.9  |                                                                                          | 岐阜市   |
| KG14                        | 切通駅           | 1.0 | 3.9  |                                                                                          | 岐阜市   |
| KG13                        | 手力駅           | 0.9 | 4.8  |                                                                                          | 岐阜市   |
| KG12                        | 高田橋駅         | 0.6 | 5.4  |                                                                                          | 岐阜市   |
| KG11                        | 新加納駅         | 1.2 | 6.6  |                                                                                          | 各務原市 |
| KG10                        | 新那加駅         | 0.9 | 7.5  | 東海旅客鉄道：CG 高山本線（那加駅: CG02）                                                | 各務原市 |
| KG09                        | 市民公園前駅     | 0.6 | 8.1  |                                                                                          | 各務原市 |
| KG08                        | 各務原市役所前駅 | 0.6 | 8.7  |                                                                                          | 各務原市 |
| KG07                        | 六軒駅           | 1.2 | 9.9  |                                                                                          | 各務原市 |
| KG06                        | 三柿野駅         | 1.3 | 11.2 |                                                                                          | 各務原市 |
| KG05                        | 二十軒駅         | 1.2 | 12.4 |                                                                                          | 各務原市 |
| KG04                        | 名電各務原駅     | 1.3 | 13.7 | 東海旅客鉄道：CG 高山本線（各務ケ原駅: CG04）                                            | 各務原市 |
| KG03                        | 苧ヶ瀬駅         | 0.9 | 14.6 |                                                                                          | 各務原市 |
| KG02                        | 羽場駅           | 0.9 | 15.5 |                                                                                          | 各務原市 |
| KG01                        | 鵜沼宿駅         | 1.0 | 16.5 |                                                                                          | 各務原市 |
| IY17                        | 新鵜沼駅         | 1.1 | 17.6 | 名古屋鉄道：IY 犬山線 東海旅客鉄道：CG 高山本線（鵜沼駅: CG05）                          | 各務原市 |
| IY 犬山線犬山駅まで直通運転 |                  |     |      |                                                                                          |          |

### 廃駅
- 安良田駅（名鉄岐阜駅 - 田神駅間） - 1928年12月28日廃止、1931年9月5日再開業、1944年休止、1958年4月10日廃止。
- 競馬場前駅（名電各務原駅 - 苧ヶ瀬駅間） - 1939年廃止。

### 過去の接続路線
- 名鉄岐阜駅：名鉄岐阜市内線（新岐阜駅前駅） - 2005年4月1日廃止。
- 田神駅：名鉄田神線 - 2005年4月1日廃止。

## 利用状況
各駅の年間乗降人員の推移は以下の通り（田神駅 - 高田橋駅間各駅は1992年、2013年および2019年以降のみ。詳細は各駅を参照）。